# Paul Page
Paul Page (ur. 25 listopada 1945 w Indianie) – amerykański komentator sportów motorowych od 1988 do 2004. Od 2008 jest komentatorem ABC Sports'. Page urodził się w USA, ale wychowywał się w Niemczech. Swoją karierę zaczął w 1968 roku. Dnia 1 grudnia 1977 roku, podczas prowadzenia ruchu ulicznego helikopterem spowodował kolizję. Przeżył lądując przy liceum w stanie Indiana. 
Użyczył swojego głosu w grach:
- Destruction Derby 2,
- IndyCar Racing,
- IndyCar Racing 2.